# High Speed Packet Access
HSPA (англ. High Speed Packet Access — высокоскоростная пакетная передача данных) — технология беспроводной широкополосной радиосвязи, использующая пакетную передачу данных и являющаяся надстройкой к сотовым сетям WCDMA/UMTS.
Технология базируется на двух предшествующих стандартах:
- HSDPA;
- HSUPA.

Максимальная теоретическая скорость передачи данных по стандарту составляет 14,4 Мбит/с (скорость передачи данных от базовой станции на всех локальных абонентов) и до 5,76 Мбит/с от абонента. Первые этапы внедрения стандарта обычно имеют скорость 3,6 Мбит/с к абоненту HSDPA (D — downlink). После внедрения второго этапа HSUPA (U — uplink, то есть ускорения передачи от абонента) всю систему и называют сокращённо HSPA.

## Технологии HSPA в России
3 октября 2007 года «МегаФон Северо-Запад» сдал первый фрагмент сети стандарта UMTS/HSDPA на территории Санкт-Петербурга и части Ленинградской области. 24 октября того же года в сети «МегаФон» внедрена подсистема радиодоступа «UTRAN» (UMTS Terrestrial Radio Access Network), включающая 30 базовых станций, поддерживающих стандарты UMTS и HSDPA. Таким образом, «МегаФон», реализуя полученную лицензию на оказание услуг подвижной радиотелефонной связи стандарта IMT-2000/UMTS, начал предоставление коммерческих услуг стандарта 3G на территории Санкт-Петербурга и Ленинградской области.
HSDPA работает в Сочи с лета 2008 года у оператора МТС.
В июле 2010 года МегаФон запустил предварительный заказ модемов с технологией HSPA+, которые поддерживают скорость до 21 Мбит/с к абоненту и 5,76 Мбит/с от абонента.
В феврале 2013 года оператор «Вымпелком» объявил о вводе в эксплуатацию в Калуге и Калужской области сети с поддержкой технологии HSPA+, позволяющей достигать скорости передачи данных до 21,6 Мбит/с.
Ростелеком запустил в коммерческую эксплуатацию сеть 3G с использованием технологии HSPA+ в Пермском крае в марте 2013 года и на Урале в конце апреля 2013 года.